# Lijst van gemeentelijke monumenten in Delft/Binnenstad

Wijk 11: Binnenstad

De Binnenstad van de gemeente Delft kent 726 gemeentelijke monumenten, hieronder een overzicht:

## Centrum
De buurt Centrum kent 185 gemeentelijke monumenten, zie de lijst van gemeentelijke monumenten in Centrum

## Centrum-Noord
De buurt Centrum-Noord kent kent 43 gemeentelijke monumenten, zie de lijst van gemeentelijke monumenten in Centrum-Noord

## Centrum-Oost
De buurt Centrum-Oost kent 176 gemeentelijke monumenten, zie de lijst van gemeentelijke monumenten in Centrum-Oost

## Centrum-West
De buurt Centrum-West kent 158 gemeentelijke monumenten, zie de lijst van gemeentelijke monumenten in Centrum-West

## Centrum-Zuidoost
De buurt Centrum-Zuidoost kent 56 gemeentelijke monumenten, zie de lijst van gemeentelijke monumenten in Centrum-Zuidoost

## Centrum-Zuidwest
De buurt Centrum-Zuidwest kent kent 53 gemeentelijke monumenten, zie de lijst van gemeentelijke monumenten in Centrum-Zuidwest

## In de Veste
De buurt In de Veste kent 47 gemeentelijke monumenten, zie de lijst van gemeentelijke monumenten in In de Veste

## Zuidpoort
De buurt Zuidpoort kent 1 gemeentelijk monument:
| Object                                                                                       | Bouwjaar  | Architect    | Locatie       | Coördinaten                 | Nr.       | Afbeelding                                                                                   |
| -------------------------------------------------------------------------------------------- | --------- | ------------ | ------------- | --------------------------- | --------- | -------------------------------------------------------------------------------------------- |
| transformator- en schakelstation; in opzet gelijk aan het schakelstations aan de Energieweg. | 1956-1960 | G. Hamerpagt | Nieuwelaan 49 | 52° 0' 32" NB, 4° 22' 2" OL | 0503/1954 | transformator- en schakelstation; in opzet gelijk aan het schakelstations aan de Energieweg. |